# Werner H. Bloss
Werner H. Bloss (* 24. Februar 1930 in Winterbach; † 6. Juni 1995) war ein deutscher Physiker und als Ingenieurwissenschaftler und Pionier auf dem Gebiet der Photovoltaik bekannt. Er wirkte bis 1995 als Direktor des Instituts für Physikalische Elektronik (IPE) der Universität Stuttgart (seit 2011 Institut für Photovoltaik). Für seine Verdienste im Bereich der Photovoltaik-Forschung und -Entwicklung erhielt er 1991 den Becquerel-Preis der Europäischen Kommission.

## Leben und Wirken

### Beruflicher Werdegang
Werner Heinz Bloss wuchs in seiner Heimatgemeinde Winterbach auf (heute Rems-Murr-Kreis). Er studierte Physik an der Eberhard-Karls-Universität in Tübingen und an der Technischen Hochschule Stuttgart (heute Universität Stuttgart). Ab 1955 begann er als wissenschaftlicher Mitarbeiter am damaligen Institut für Gasentladungstechnik und Photoelektronik und stieg rasch zum Hauptassistenten des Institutsleiters Werner Kluge auf. In diesem Rahmen kam Bloss mit verschiedenen Methoden der Energieumwandlung in Berührung. Anfang der sechziger Jahre wurden am oben genannten Institut unter seiner Leitung Forschungsarbeiten zu ungewöhnlichen Formen der Energieumwandlung durchgeführt. Mit dem Thema „Untersuchungen über die Direktumwandlung von Wärmeenergie in elektrische Energie durch gasgefüllte Glühkathodenröhren“ wurde Bloss 1962 zum Dr. -Ing. promoviert. Um das Thema „Elektronische Energiewandler“ drehte sich auch seine Schrift, mit der er sich 1966 an der Universität Stuttgart habilitierte.
Im Herbst 1967 nahm er eine Gastprofessur an der University of Florida in Gainesville (Florida) an. Während seines zweijährigen Aufenthaltes in den USA wandte er sich optischen Methoden der Bildverarbeitung zu, ein Forschungsbereich, den er nach seiner Rückkehr in Stuttgart umsetzte.
Seine Habilitationsschrift erschien 1968 als Buch, zusammen mit Vorträgen, die er als Gastprofessor an der University of Florida gehalten hatte. Darin beschreibt er die Direktumwandlung von Wärmestrahlung in elektrische Energie auf drei verschiedenen Wegen: als thermoelektrische, nuklear-thermionische und photoelektrische Energieumwandlung. Alle waren ursprünglich für die Stromerzeugung in der Raumfahrt gedacht, aber Bloss erkannte früh, dass sich diese Prozesse durch den sog. inneren photoelektrischen Effekt (in Halbleitern) auch für die Nutzung solarer Energie auf der Erde eignen.
Am 1. Oktober 1970 übernahm er, nach einer weiteren kurzen Gastprofessur in Shiras (Iran), den Lehrstuhl des von ihm in Physikalische Elektronik (IPE) umbenannten Instituts.
Ein Prinzip seines Handelns war es, zukunftsorientierte Forschung, die dem Wohl der Gesellschaft dient, zu betreiben oder zu veranlassen. So konzentrierten sich seine Forschungsarbeiten auf die Bereiche Verfügbarkeit von Energie, Gesundheitsfürsorge, Mobilität des Menschen und Schonung der Umwelt. In den vier Abteilungen seines Institutes, die er alle selbst leitete, widerspiegeln sich diese Bereiche:
- Solarenergie (insbesondere Dünnschichttechnologie und solar erzeugter Wasserstoff),

- Optoelektronik (analoge und digitale Bildverarbeitung und Mustererkennung mit Anwendungsschwerpunkt im medizinischen Bereich zur Krebsfrüherkennung),
- Gaselektronik und angewandte Plasma-Forschung in den Bereichen Zündung, Entflammung und Verbrennung von Kraftstoffen in Otto- und Dieselmotoren zur Verringerung des Schadstoffausstoßes und
- elektrochemische Energieumwandlung.[1][5][6][7]

Bloss war nicht nur Theoretiker, sondern vor allem ein erfahrener Experimentalphysiker und Entwicklungsingenieur, immer auf die praktische Umsetzbarkeit seiner Forschungsergebnisse bedacht. Er kooperierte daher früh mit der Industrie und pflegte weltweite Kontakte mit Wissenschaftlern aus vielen Wissenschaftsbereichen. Innerhalb weniger Jahre gelang es ihm, dem IPE-Institut in vielen Bereichen internationales Ansehen zu verschaffen.
Das Engagement und die Aktivitäten von Bloss beschränkten sich jedoch nicht nur auf den Bereich seines Institutes. So war er bereits 1973 maßgeblich beteiligt an der Gründung der „Institutsgemeinschaft zur Nutzung solarer Energie“ (INSOLAR), die er auch leitete. INSOLAR erweiterte sich in den folgenden Jahren zu einem ersten bundesweiten Forschungsverbund für erneuerbare Energien. Industriefirmen, Elektrizitätswirtschaft und Forschungsinstitute, wie das Fraunhofer-Institut für Solare Energiesysteme (ISE), der Bundesverband Solarenergie, die Universitäten Stuttgart und München arbeiteten zusammen.
Neben seiner Lehr- und Forschungstätigkeit war Bloss in vielen nationalen und internationalen Gremien tätig, beispielsweise als beratender Herausgeber der Zeitschrift „Progress in Photovoltaics: Research and Applications“.
Von 1991 bis 1992 war er Präsident von EUREC, der European Renewable Energy Centres Agency (gegründet 1991), einem europaweiten Verbund von über dreißig Mitgliedern akademischer Großinstitute und Großforschungseinrichtungen.
Durch seine Arbeiten zur Verbesserung der Verbrennung von Kraftstoffen entstand ein Patent, dessen Erlöse ihm die Gründung einer Stiftung zur Förderung talentierter Nachwuchsforscher ermöglichte.

### Forschungsschwerpunkte
Eines der ersten Vorhaben, die Bloss am IPE begann, war die Erforschung und Entwicklung von Dünnschichtsolarzellen auf der Basis halbleitender Materialien (Chalkogenide). Er setzte daher schon in den 1960er Jahren auf einfach herzustellende Photoelemente aus dünnen Schichten auf der Basis von Cadmiumsulfid/Kupfer (CdS-Cu) oder Cadmiumtellurid/Kupfer (CdTe-Cu) und betrieb Grundlagenforschung für diesen Solarzelltyp in Zusammenarbeit mit Industriefirmen.
Befördert durch die erste Ölpreiskrise 1972 gelang es ihm staatliche Unterstützung durch das bundesdeutsche Technik- und Wissenschaftsministerium zu erhalten. Das IPE wurde somit zum ersten Photovoltaik-Institut in Deutschland.
Die Dünnschichtsolarzellen erreichten nach und nach bessere Wirkungsgrade, vor allem nach dem Wechsel von Cadmiumsulfid zu Kupfer-Indium-Sulfid bzw. -Selenid. Noch effizienter erwiesen sich später auch die sog. CIGS-Solarzellen mit Halbleitern aus einem Mischkristallsystem wie Kupfer-Indium-Gallium-Diselenid/Disulfid, Cu(In,Ga)(Se,S)2. In dieser Zeit entwickelte sich die interdisziplinär arbeitende Stuttgarter Forschungsgruppe am IPE zu einer der weltweit führenden Gruppen in dieser Technologie.
Ab 1983 widmete sich Bloss auch der Wasserstoff-Forschung und war Initiator und Mitglied im Lenkungsausschuss des deutsch-saudi-arabischen Gemeinschaftsprojektes HYSOLAR, dessen Zielsetzung die Erzeugung und Nutzung solar erzeugten Wasserstoffs war.
Bloss etablierte zudem den Sonderforschungsbereich „Wasserstoff als Energieträger“ an der Universität Stuttgart und wurde zu seinem Sprecher.
Mit Hans Albrecht bereitete Bloss im Auftrag der UNESCO die erste weltweite Solarenergiekonferenz von UNESCO und WMO (Weltorganisation für Meteorologie) inhaltlich vor und leitete sie auch. Sie fand vom 11.–15. Oktober 1976 in Genua statt. Auf der Konferenz wurden Wege diskutiert, wie eine Kooperation der europäischen Solaraktivitäten organisiert werden sollte sowie Möglichkeiten, Entwicklungsländer einzubeziehen.
Die im Jahr 1988 erfolgte Gründung des Zentrums für Sonnenenergie- und Wasserstoff-Forschung Baden-Württemberg (ZSW) mit Standorten an den Universitäten Stuttgart und Ulm ging wesentlich auf die Initiative von Bloss zurück. Neben Carl-Jochen Winter und Wolfgang Witschel gehörte er zu den Gründungsvorständen und wissenschaftlichen Leitern des ZSW.
Werner Bloss starb überraschend am 6. Juni 1995 kurz nach seiner Emeritierung und hinterließ seine Frau Gundula (1930–2015), eine Tochter und einen Sohn.
Sein Engagement für die Wissenschaft – insbesondere die Solarforschung – sowie sein Eintreten für das Wohl seiner Heimatgemeinde wurde in seinen letzten Jahren vermehrt öffentlich geehrt.

### Ehrungen
- 1989: Solarpreis der Deutschen Sektion der Internationalen Gesellschaft für Sonnenenergie (ISES)[1]

- 1990: Verleihung des Bundesverdienstkreuzes 1. Klasse[1][13]

- 1991: Verleihung des Becquerel-Preises der Europäischen Kommission der Europäischen Gemeinschaft in Lissabon[8][14]

- 1995: Ehrenmedaille der Universität Ulm[15]

## Veröffentlichungen (Auswahl)
Die zahlreichen Beiträge von Werner H. Bloss als Autor oder Co-Autor finden sich im Wesentlichen in Konferenzschriften und wissenschaftlichen Zeitschriften und widerspiegeln seinen Forschungsschwerpunkt Solarenergie.
Quellen:
- mit F. Pfisterer, M. B. Schubert, and T. Walter: Thin Film Solar Cells. In: Progress in Photovoltaics Research and Application Band 3, Ausgabe 1, 1995, S. 3–24.
- mit Fritz Pfisterer: Strom aus Sonnenstrahlung - Stand und Zukunftsperspektiven. Konferenzschrift, Universitätsverlag Jena 1994, ISBN 3-925978-34-8.
- mit Bernhard Dimmler, A. Content, Hans-Werner Schock: A New Coevaporation/Selenization Process for High Quality CuInSe2 Devices. Tenth EC Photovoltaic Solar Energy Conference: Proceedings of the International Conference, held at Lisbon, Portugal, 8–12 April 1991. Springer Netherlands, 1991, S. 875–878.
- mit Bernhard Dimmler, H. Dittrich, R. Menner, Hans-Werner Schock: Cu(Ga,In)Se2 Based Polycrystalline Thin Film Solar Cells. In: Advances in Solar Energy Technology, Pergamon Press, 1991, S. 180.
- mit G. H. Bauer, G. Bilger, A. Eicke, F. Kessler, E. Lotter, H.-D. Mohring, C. E. Nebel, S. M. Paasche, M. B. Schubert, G. Schumm, H. C. Weller: Einsatz des CVD-Verfahrens zur Herstellung von a-Si:H-Solarzellen. Abschlussbericht BMFT-Projekt 03E 8019-B, PBE-KFA, Jülich, Deutschland (1989).
- mit Arnold Scheuermann: Verfahren zur Entstickung und Entschwefelung von Verbrennungsabgasen mittels Corona-Entladung. Projekt Europäisches Forschungszentrum für Maßnahmen zur Luftreinhaltung (PEF). Karlsruhe, 1988.
- mit S. Witte, P. Schwarzmann, G. Sträßle: Quantitative Ultraviolet Microscopy, In: New Frontiers in Cytology, Konferenzpapier. Verlag Springer, Berlin, Heidelberg 1988, S. 140–148.
- mit Fritz Pfisterer, Hans-Werner Schock, Wolfgang Arndt: Neue Dünnschichtsolarzellen und Entwicklung von Tandemsystemen"; Statusreport 1982 Photovoltaik (Projektleitung Energieforschung (PLE), KFA Jülich, 1983), S. 311.
- Dünnschicht-Solarzellen. In: Physikalische Blätter Jg. 36, 7, 1980, Seite 203–206.
- mit Wolfgang Arndt, G. Bilger, Gert H. Hewig, Fritz Pfisterer, Hans-Werner Schock: A Fabrication Process for Cu2S-CdS Thin Film Solar Cells. In: Sun II, Proceedings of International Solar Energy Society Silver Jubilee Congress, edited by: Karl Böer, Barbara Glenn, Atlanta 1979, Pergamon Press Band 3 1979, S. 1773–1776.
- mit Hans-Werner Schock: CdS-CuxS Thin Film Solar Cells. In: Photovoltaic and Photoelectrochemical Solar Energy Conversion. Verlag Springer US 1979, S. 117–156, 981.
- mit E. R. Reinhardt: Strukturanalyse mit Methoden der Bildverarbeitung. In. Biomedical Engineering/Biomedizinische Technik Band 24, 1979.
- mit Wolfgang Arndt, G. Bilger, Gert H. Hewig, Fritz Pfisterer, Hans-Werner Schock: Proceedings 1st EC Photovoltaic Solar Energy Conference, Luxemburg 1977, S. 27–30.
- mit W. Herden: N2 laser (1 bar) induced micro metal plasma capable of igniting combustible mixtures. In: Applied Physics Letters, Band 2, Nr. 31, 1977, S. 66.
- mit E. R. Reinhardt: Elektronische und optische Verfahren der Bildverarbeitung in der Medizin. In: Medizinische Physik in Forschung und Praxis. De Gruyter Berlin, New York 1976, ISBN 3-11-006615-7, S. 3–12.
- Elektronische Energiewandler, Wissenschaftliche Verlagsgesellschaft Stuttgart, 1968.